# Eisschnelllauf-Weltcup 2003/04

Logo des Essent ISU Weltcup

Der Eisschnelllauf-Weltcup 2003/04 wurde für Frauen und Männer an neun Weltcupstationen in sieben Ländern ausgetragen. Die Saison begann am 8. November 2003 und endete am 29. Februar 2004. Hier wurden von Frauen Strecken von 100 bis 5.000 und der Männer von 100 bis 10.000 Meter gelaufen. Erstmals wird ein Weltcup über die 100 Meter ausgetragen, bei dem bis zu drei Sportler gleichzeitig Starten. Nach dem Testlauf in der Saison 2002/03 sind nun drei Termine vorgesehen.
Siehe auch: Liste der Gesamtweltcupsieger im Eisschnelllauf

## Wettbewerbe

### Frauen

#### Weltcup-Übersicht
| Datum                                                                                                   | Ort                                      | Disziplin            | Sieger                    | Zweiter                   | Dritter                             |
| --- | ---------------------------------------- | -------------------- | ------------------------- | ------------------------- | ----------------------------------- |
| 8. Bis 9. Nov. 2003                                                                                     | Hamar (Vikingskipet)                     | 1.500 m              | Jennifer Rodriguez        | Anni Friesinger           | Renate Groenewold                   |
| 8. Bis 9. Nov. 2003                                                                                     | Hamar (Vikingskipet)                     | 3.000 m              | Anni Friesinger           | Claudia Pechstein         | Renate Groenewold                   |
| 15. Bis 16. Nov. 2003                                                                                   | Erfurt (Gunda-Niemann- Stirnemann-Halle) | 1.500 m              | Jennifer Rodriguez        | Anni Friesinger           | Renate Groenewold                   |
| 15. Bis 16. Nov. 2003                                                                                   | Erfurt (Gunda-Niemann- Stirnemann-Halle) | 3.000 m              | Anni Friesinger           | Renate Groenewold         | Claudia Pechstein                   |
| 21. Bis 23. Nov. 2003                                                                                   | Heerenveen (Thialf)                      | 5.000 m              | Gretha Smit               | Claudia Pechstein         | Gunda Niemann-Stirnemann            |
| 21. Bis 23. Nov. 2003                                                                                   | Heerenveen (Thialf)                      | 1.500 m              | Anni Friesinger           | Renate Groenewold         | Jennifer Rodriguez                  |
| 6. Bis 7. Dez. 2003                                                                                     | Calgary (Olympic Oval)                   | 500 m (6. Dez.)      | Shihomi Shin’ya           | Anzhelika Kotjuga         | Marianne Timmer                     |
| 6. Bis 7. Dez. 2003                                                                                     | Calgary (Olympic Oval)                   | 1.000 m (6. Dez.)    | Jennifer Rodriguez        | Chiara Simionato          | Anzhelika Kotjuga                   |
| 6. Bis 7. Dez. 2003                                                                                     | Calgary (Olympic Oval)                   | 500 m (7. Dez.)      | Wang Manli                | Anzhelika Kotjuga         | Shihomi Shin’ya                     |
| 6. Bis 7. Dez. 2003                                                                                     | Calgary (Olympic Oval)                   | 1.000 m (7. Dez.)    | Jennifer Rodriguez        | Anzhelika Kotjuga         | Chiara Simionato                    |
| 12. Bis 13. Dez. 2003                                                                                   | Salt Lake City (Utah Olympic Oval)       | 100 m (12.–13. Dez.) | Sayuri Ōsuga              | Shihomi Shin’ya           | Wang Manli                          |
| 12. Bis 13. Dez. 2003                                                                                   | Salt Lake City (Utah Olympic Oval)       | 500 m (12. Dez.)     | Shihomi Shin’ya           | Wang Manli                | Sayuri Ōsuga Marianne Timmer        |
| 12. Bis 13. Dez. 2003                                                                                   | Salt Lake City (Utah Olympic Oval)       | 1.000 m (12. Dez.)   | Jennifer Rodriguez        | Chiara Simionato          | Sabine Völker                       |
| 12. Bis 13. Dez. 2003                                                                                   | Salt Lake City (Utah Olympic Oval)       | 500 m (13. Dez.)     | Marianne Timmer           | Wang Manli                | Shihomi Shin’ya                     |
| Einzelstreckenasienmeisterschaften in Chuncheon, 3.–4. Januar 2004                                      |                                          |                      |                           |                           |                                     |
| Mehrkampfeuropameisterschaft in Heerenveen (Thialf), 9.–11. Januar 2004                                 |                                          |                      |                           |                           |                                     |
| Sprintweltmeisterschaft in Nagano (M-Wave), 17.–18. Januar 2004                                         |                                          |                      |                           |                           |                                     |
| 24. Bis 25. Jan. 2004                                                                                   | Harbin (Heilongjiang Indoor Rink)        | 500 m (24. Jan.)     | Wang Manli                | Ren Hui                   | Marianne Timmer                     |
| 24. Bis 25. Jan. 2004                                                                                   | Harbin (Heilongjiang Indoor Rink)        | 1.000 m (24. Jan.)   | Marianne Timmer           | Wang Manli                | Monique Garbrecht-Enfeldt           |
| 24. Bis 25. Jan. 2004                                                                                   | Harbin (Heilongjiang Indoor Rink)        | 1.000 m (25. Jan.)   | Marianne Timmer           | Monique Garbrecht-Enfeldt | Wang Manli                          |
| 24. Bis 25. Jan. 2004                                                                                   | Harbin (Heilongjiang Indoor Rink)        | 500 m (25. Jan.)     | Marianne Timmer           | Wang Manli                | Ren Hui                             |
| Mehrkampfweltmeisterschaft in Hamar (Vikingskipet), 7.–8. Februar 2004                                  |                                          |                      |                           |                           |                                     |
| 14. Bis 15. Feb. 2004                                                                                   | Collalbo (Ice Rink Ritten)               | 100 m (14.–15. Feb.) | Shihomi Shin’ya           | Jenny Wolf                | Wang Manli                          |
| 14. Bis 15. Feb. 2004                                                                                   | Collalbo (Ice Rink Ritten)               | 500 m (14. Feb.)     | Marianne Timmer           | Monique Garbrecht-Enfeldt | Shihomi Shin’ya                     |
| 14. Bis 15. Feb. 2004                                                                                   | Collalbo (Ice Rink Ritten)               | 1.000 m (14. Feb.)   | Jennifer Rodriguez        | Marianne Timmer           | Chris Witty                         |
| 14. Bis 15. Feb. 2004                                                                                   | Collalbo (Ice Rink Ritten)               | 500 m (15. Feb.)     | Monique Garbrecht-Enfeldt | Tomomi Okazaki            | Wang Manli                          |
| 20. Bis 22. Feb. 2004                                                                                   | Inzell (Ludwig-Schwabl-Stadion)          | 1.000 m (20. Feb.)   | Chris Witty               | Jennifer Rodriguez        | Monique Garbrecht-Enfeldt           |
| 20. Bis 22. Feb. 2004                                                                                   | Inzell (Ludwig-Schwabl-Stadion)          | 3.000 m (21. Feb.)   | Renate Groenewold         | Claudia Pechstein         | Gretha Smit                         |
| 20. Bis 22. Feb. 2004                                                                                   | Inzell (Ludwig-Schwabl-Stadion)          | 500 m (21. Feb.)     | Wang Manli                | Frouke Oonk               | Monique Garbrecht-Enfeldt           |
| 20. Bis 22. Feb. 2004                                                                                   | Inzell (Ludwig-Schwabl-Stadion)          | 500 m (22. Feb.)     | Wang Manli                | Ren Hui                   | Marianne Timmer                     |
| 20. Bis 22. Feb. 2004                                                                                   | Inzell (Ludwig-Schwabl-Stadion)          | 1.500 m (22. Feb.)   | Anni Friesinger           | Renate Groenewold         | Jennifer Rodriguez Annamarie Thomas |
| 27. Bis 29. Feb. 2004                                                                                   | Heerenveen (Thialf)                      | 100 m (27.–29. Feb.) | Jenny Wolf                | Shihomi Shin’ya           | Wang Manli                          |
| 27. Bis 29. Feb. 2004                                                                                   | Heerenveen (Thialf)                      | 500 m (27. Feb.)     | Anzhelika Kotjuga         | Wang Manli                | Marianne Timmer                     |
| 27. Bis 29. Feb. 2004                                                                                   | Heerenveen (Thialf)                      | 1.500 m (27. Feb.)   | Anni Friesinger           | Jennifer Rodriguez        | Cindy Klassen                       |
| 27. Bis 29. Feb. 2004                                                                                   | Heerenveen (Thialf)                      | 3.000 m (28. Feb.)   | Claudia Pechstein         | Anni Friesinger           | Gretha Smit                         |
| 27. Bis 29. Feb. 2004                                                                                   | Heerenveen (Thialf)                      | 1.000 m (28. Feb.)   | Anzhelika Kotjuga         | Cindy Klassen             | Chris Witty                         |
| 27. Bis 29. Feb. 2004                                                                                   | Heerenveen (Thialf)                      | 500 m (29. Feb.)     | Wang Manli                | Anzhelika Kotjuga         | Monique Garbrecht-Enfeldt           |
| 27. Bis 29. Feb. 2004                                                                                   | Heerenveen (Thialf)                      | 5.000 m (29. Feb.)   | Claudia Pechstein         | Gunda Niemann-Stirnemann  | Gretha Smit                         |
| Einzelstreckenweltmeisterschaften in Seoul (Taeneung International Ice-Skating Rink), 12.–14. März 2004 |                                          |                      |                           |                           |                                     |

#### 100 Meter
(Endstand: Nach 3 Rennen)
| Rang | Name                  | Land                | Punkte |
| ---- | --------------------- | ------------------- | ------ |
| 1    | Shihomi Shin’ya       | Japan               | 260    |
| 2    | Jenny Wolf            | Deutschland         | 240    |
| 3    | Wang Manli            | Volksrepublik China | 210    |
| 4    | Frouke Oonk           | Niederlande         | 136    |
| 5    | Judith Hesse          | Deutschland         | 130    |
| 6    | Swetlana Kaikan       | Russland            | 105    |
| 7    | Sayuri Ōsuga          | Japan               | 100    |
| 8    | Tomomi Okazaki        | Japan               | 98     |
| 9    | Marieke Wijsman       | Niederlande         | 91     |
| 10   | Swjatlana Radkewitsch | Belarus             | 86     |
|      |                       |                     |        |
| 27   | Anke Hartmann         | Deutschland         | 4      |

#### 500 Meter
(Endstand: Nach 12 Rennen)
| Rang | Name                      | Land                | Punkte |
| ---- | ------------------------- | ------------------- | ------ |
| 1    | Wang Manli                | Volksrepublik China | 990    |
| 2    | Marianne Timmer           | Niederlande         | 810    |
| 3    | Shihomi Shin’ya           | Japan               | 558    |
| 4    | Monique Garbrecht-Enfeldt | Deutschland         | 525    |
| 5    | Anzhelika Kotjuga         | Belarus             | 500    |
| 6    | Tomomi Okazaki            | Japan               | 440    |
| 7    | Pamela Zoellner           | Deutschland         | 402    |
| 8    | Jenny Wolf                | Deutschland         | 385    |
| 9    | Andrea Nuyt               | Niederlande         | 383    |
| 10   | Chiara Simionato          | Italien             | 365    |
|      |                           |                     |        |
| 24   | Judith Hesse              | Deutschland         | 100    |
| 26   | Sabine Völker             | Deutschland         | 88     |

#### 1.000 Meter
(Endstand: Nach 8 Rennen)
| Rang | Name                      | Land                | Punkte |
| ---- | ------------------------- | ------------------- | ------ |
| 1    | Jennifer Rodriguez        | Vereinigte Staaten  | 540    |
| 2    | Marianne Timmer           | Niederlande         | 526    |
| 3    | Chiara Simionato          | Italien             | 446    |
| 4    | Chris Witty               | Vereinigte Staaten  | 380    |
| 5    | Anzhelika Kotjuga         | Belarus             | 326    |
| 6    | Monique Garbrecht-Enfeldt | Deutschland         | 312    |
| 7    | Wang Manli                | Volksrepublik China | 304    |
| 8    | Pamela Zoellner           | Deutschland         | 271    |
| 9    | Aki Tonoike               | Japan               | 245    |
| 10   | Ren Hui                   | Volksrepublik China | 210    |
|      |                           |                     |        |
| 11   | Sabine Völker             | Deutschland         | 195    |
| 23   | Judith Hesse              | Deutschland         | 77     |

#### 1.500 Meter
(Endstand: Nach 5 Rennen)
| Rang | Name               | Land               | Punkte |
| ---- | ------------------ | ------------------ | ------ |
| 1    | Anni Friesinger    | Deutschland        | 460    |
| 2    | Jennifer Rodriguez | Vereinigte Staaten | 420    |
| 3    | Renate Groenewold  | Niederlande        | 336    |
| 4    | Maki Tabata        | Japan              | 226    |
| 5    | Claudia Pechstein  | Deutschland        | 180    |
| 6    | Marianne Timmer    | Niederlande        | 172    |
| 7    | Olga Tarassowa     | Russland           | 161    |
| 8    | Annamarie Thomas   | Niederlande        | 144    |
| 9    | Warwara Baryschewa | Russland           | 122    |
| 10   | Eriko Ishino       | Japan              | 117    |
|      |                    |                    |        |
| 15   | Daniela Anschütz   | Deutschland        | 87     |
| 27   | Katrin Kalex       | Deutschland        | 36     |
| 28   | Lucille Opitz      | Deutschland        | 33     |

#### 3.000/5.000 Meter
(Endstand: Nach 6 Rennen)
| Rang | Name                     | Land               | Punkte |
| ---- | ------------------------ | ------------------ | ------ |
| 1    | Claudia Pechstein        | Deutschland        | 460    |
| 2    | Renate Groenewold        | Niederlande        | 400    |
| 3    | Anni Friesinger          | Deutschland        | 390    |
| 4    | Gretha Smit              | Niederlande        | 320    |
| 5    | Gunda Niemann-Stirnemann | Deutschland        | 302    |
| 6    | Barbara de Loor          | Niederlande        | 208    |
| 7    | Catherine Raney          | Vereinigte Staaten | 176    |
| 8    | Kristina Groves          | Kanada             | 168    |
| 9    | Helen van Goozen         | Niederlande        | 147    |
| 10   | Walentina Jakschina      | Russland           | 145    |
|      |                          |                    |        |
| 16   | Daniela Anschütz         | Deutschland        | 80     |
| 17   | Lucille Opitz            | Deutschland        | 70     |

### Männer

#### Weltcup-Übersicht
| Datum                                                                                                   | Ort                                      | Disziplin            | Sieger                 | Zweiter                             | Dritter                         |
| --- | ---------------------------------------- | -------------------- | ---------------------- | ----------------------------------- | ------------------------------- |
| 8. Bis 9. Nov. 2003                                                                                     | Hamar (Vikingskipet)                     | 1.500 m (8. Nov.)    | Erben Wennemars        | Mark Tuitert                        | Derek Parra                     |
| 8. Bis 9. Nov. 2003                                                                                     | Hamar (Vikingskipet)                     | 5.000 m (9. Nov.)    | Bob de Jong            | Carl Verheijen                      | Lasse Sætre                     |
| 15. Bis 16. Nov. 2003                                                                                   | Erfurt (Gunda-Niemann- Stirnemann-Halle) | 10.000 m (15. Nov.)  | Bob de Jong            | Jochem Uytdehaage                   | Carl Verheijen                  |
| 15. Bis 16. Nov. 2003                                                                                   | Erfurt (Gunda-Niemann- Stirnemann-Halle) | 1.500 m (16. Nov.)   | Mark Tuitert           | Erben Wennemars                     | Ids Postma                      |
| 21. Bis 23. Nov. 2003                                                                                   | Heerenveen (Thialf)                      | 5.000 m              | Bob de Jong            | Carl Verheijen                      | Jochem Uytdehaage               |
| 21. Bis 23. Nov. 2003                                                                                   | Heerenveen (Thialf)                      | 1.500 m              | Jewgeni Lalenkow       | Mark Tuitert                        | Ids Postma                      |
| 6. Bis 7. Dez. 2003                                                                                     | Calgary (Olympic Oval)                   | 500 m (6. Dez.)      | Jeremy Wotherspoon     | Gerard van Velde                    | Dmitri Lobkow                   |
| 6. Bis 7. Dez. 2003                                                                                     | Calgary (Olympic Oval)                   | 1.000 m (6. Dez.)    | Erben Wennemars        | Beorn Nijenhuis                     | Mike Ireland                    |
| 6. Bis 7. Dez. 2003                                                                                     | Calgary (Olympic Oval)                   | 500 m (7. Dez.)      | Jeremy Wotherspoon     | Erben Wennemars                     | Hiroyasu Shimizu                |
| 6. Bis 7. Dez. 2003                                                                                     | Calgary (Olympic Oval)                   | 1.000 m (7. Dez.)    | Erben Wennemars        | Gerard van Velde                    | Jeremy Wotherspoon              |
| 12. Bis 13. Dez. 2003                                                                                   | Salt Lake City (Utah Olympic Oval)       | 100 m (12.–13. Dez.) | Hiroyasu Shimizu       | Mark Nielsen                        | Jōji Katō                       |
| 12. Bis 13. Dez. 2003                                                                                   | Salt Lake City (Utah Olympic Oval)       | 500 m (12. Dez.)     | Jeremy Wotherspoon     | Hiroyasu Shimizu                    | Dmitri Lobkow                   |
| 12. Bis 13. Dez. 2003                                                                                   | Salt Lake City (Utah Olympic Oval)       | 1.000 m (12. Dez.)   | Erben Wennemars        | Gerard van Velde                    | Beorn Nijenhuis                 |
| 12. Bis 13. Dez. 2003                                                                                   | Salt Lake City (Utah Olympic Oval)       | 500 m (13. Dez.)     | Jeremy Wotherspoon     | Dmitri Lobkow                       | Hiroyasu Shimizu                |
| Einzelstreckenasienmeisterschaften in Chuncheon, 3.–4. Januar 2004                                      |                                          |                      |                        |                                     |                                 |
| Mehrkampfeuropameisterschaft in Heerenveen (Thialf), 9.–11. Januar 2004                                 |                                          |                      |                        |                                     |                                 |
| Sprintweltmeisterschaft in Nagano (M-Wave), 17.–18. Januar 2004                                         |                                          |                      |                        |                                     |                                 |
| 24. Bis 25. Jan. 2004                                                                                   | Harbin (Heilongjiang Indoor Rink)        | 500 m (24. Jan.)     | Mike Ireland           | Yu Fengtong                         | Jeremy Wotherspoon              |
| 24. Bis 25. Jan. 2004                                                                                   | Harbin (Heilongjiang Indoor Rink)        | 1.000 m (24. Jan.)   | Erben Wennemars        | Gerard van Velde                    | Kip Carpenter                   |
| 24. Bis 25. Jan. 2004                                                                                   | Harbin (Heilongjiang Indoor Rink)        | 500 m (25. Jan.)     | Mike Ireland           | Jeremy Wotherspoon Yu Fengtong      |                                 |
| 24. Bis 25. Jan. 2004                                                                                   | Harbin (Heilongjiang Indoor Rink)        | 1.000 m (25. Jan.)   | Gerard van Velde       | Beorn Nijenhuis                     | Erben Wennemars                 |
| Mehrkampfweltmeisterschaft in Hamar (Vikingskipet), 7.–8. Februar 2004                                  |                                          |                      |                        |                                     |                                 |
| 14. Bis 15. Feb. 2004                                                                                   | Collalbo (Ice Rink Ritten)               | 100 m (14.–15. Feb.) | Yu Fengtong 9,52 (JWR) | Pekka Koskela HF: 9,49 s (ER)       | Tucker Fredricks                |
| 14. Bis 15. Feb. 2004                                                                                   | Collalbo (Ice Rink Ritten)               | 500 m (14. Feb.)     | Jeremy Wotherspoon     | Dmitri Lobkow                       | Masaaki Kobayashi               |
| 14. Bis 15. Feb. 2004                                                                                   | Collalbo (Ice Rink Ritten)               | 1.000 m (14. Feb.)   | Jeremy Wotherspoon     | Erben Wennemars                     | Kip Carpenter                   |
| 14. Bis 15. Feb. 2004                                                                                   | Collalbo (Ice Rink Ritten)               | 500 m (15. Feb.)     | Masaaki Kobayashi      | Jeremy Wotherspoon                  | Ryohei Shimizu                  |
| 20. Bis 22. Feb. 2004                                                                                   | Inzell (Ludwig-Schwabl-Stadion)          | 1.000 m (20. Feb.)   | Takaharu Nakajima      | Erben Wennemars                     | Beorn Nijenhuis                 |
| 20. Bis 22. Feb. 2004                                                                                   | Inzell (Ludwig-Schwabl-Stadion)          | 5.000 m (20. Feb.)   | Chad Hedrick           | Gianni Romme                        | Carl Verheijen                  |
| 20. Bis 22. Feb. 2004                                                                                   | Inzell (Ludwig-Schwabl-Stadion)          | 1.500 m (21. Feb.)   | Mark Tuitert           | Chad Hedrick                        | Enrico Fabris                   |
| 20. Bis 22. Feb. 2004                                                                                   | Inzell (Ludwig-Schwabl-Stadion)          | 500 m (21. Feb.)     | Gerard van Velde       | Dmitri Lobkow                       | Mike Ireland Casey Fitzrandolph |
| 20. Bis 22. Feb. 2004                                                                                   | Inzell (Ludwig-Schwabl-Stadion)          | 500 m (22. Feb.)     | Yu Fengtong            | Jeremy Wotherspoon Hiroyasu Shimizu |                                 |
| 27. Bis 29. Feb. 2004                                                                                   | Heerenveen (Thialf)                      | 100 m (27.–29. Feb.) | Yu Fengtong            | Mark Nielsen                        | Ryohei Shimizu                  |
| 27. Bis 29. Feb. 2004                                                                                   | Heerenveen (Thialf)                      | 500 m (27. Feb.)     | Yu Fengtong            | Jeremy Wotherspoon                  | Dmitri Lobkow                   |
| 27. Bis 29. Feb. 2004                                                                                   | Heerenveen (Thialf)                      | 5.000 m (27. Feb.)   | Carl Verheijen         | Chad Hedrick                        | Bob de Jong                     |
| 27. Bis 29. Feb. 2004                                                                                   | Heerenveen (Thialf)                      | 10.000 m (28. Feb.)  | Bob de Jong            | Carl Verheijen                      | KC Boutiette                    |
| 27. Bis 29. Feb. 2004                                                                                   | Heerenveen (Thialf)                      | 1.000 m (28. Feb.)   | Jan Bos                | Erben Wennemars                     | Gerard van Velde                |
| 27. Bis 29. Feb. 2004                                                                                   | Heerenveen (Thialf)                      | 500 m (28. Feb.)     | Jeremy Wotherspoon     | Yu Fengtong                         | Hiroyasu Shimizu                |
| 27. Bis 29. Feb. 2004                                                                                   | Heerenveen (Thialf)                      | 1.500 m (29. Feb.)   | Mark Tuitert           | Erben Wennemars                     | Jewgeni Lalenkow                |
| Einzelstreckenweltmeisterschaften in Seoul (Taeneung International Ice-Skating Rink), 12.–14. März 2004 |                                          |                      |                        |                                     |                                 |

#### 100 Meter
(Endstand: Nach 3 Rennen)
| Rang | Name              | Land                | Punkte |
| ---- | ----------------- | ------------------- | ------ |
| 1    | Yu Fengtong       | Volksrepublik China | 260    |
| 2    | Mark Nielsen      | Kanada              | 200    |
| 3    | Jōji Katō         | Japan               | 175    |
| 4    | Hiroyasu Shimizu  | Japan               | 160    |
| 5    | Pekka Koskela     | Finnland            | 153    |
| 6    | Tucker Fredricks  | Vereinigte Staaten  | 150    |
| 7    | Masaaki Kobayashi | Japan               | 136    |
| 8    | Ryohei Shimizu    | Japan               | 115    |
| 9    | Dino Gillarduzzi  | Deutschland         | 82     |
| 10   | Zhang Zhongqi     | Volksrepublik China | 76     |
|      |                   |                     |        |
| 18   | Jan Waterstradt   | Deutschland         | 32     |
| 20   | Andreas Behr      | Deutschland         | 28     |
| 23   | Christian Zoller  | Österreich          | 20     |

#### 500 Meter
(Endstand: Nach 12 Rennen)
| Rang | Name               | Land                | Punkte |
| ---- | ------------------ | ------------------- | ------ |
| 1    | Jeremy Wotherspoon | Kanada              | 1040   |
| 2    | Dmitri Lobkow      | Russland            | 700    |
| 3    | Hiroyasu Shimizu   | Japan               | 660    |
| 4    | Yu Fengtong        | Volksrepublik China | 657    |
| 5    | Mike Ireland       | Kanada              | 626    |
| 6    | Masaaki Kobayashi  | Japan               | 511    |
| 7    | Gerard van Velde   | Niederlande         | 466    |
| 8    | Jōji Katō          | Japan               | 398    |
| 9    | Kip Carpenter      | Vereinigte Staaten  | 387    |
| 10   | Casey Fitzrandolph | Vereinigte Staaten  | 351    |
|      |                    |                     |        |
| 21   | Dino Gillarduzzi   | Deutschland         | 106    |

#### 1.000 Meter
(Endstand: Nach 8 Rennen)
| Rang | Name               | Land               | Punkte |
| ---- | ------------------ | ------------------ | ------ |
| 1    | Erben Wennemars    | Niederlande        | 710    |
| 2    | Gerard van Velde   | Niederlande        | 536    |
| 3    | Beorn Nijenhuis    | Niederlande        | 482    |
| 4    | Jeremy Wotherspoon | Kanada             | 441    |
| 5    | Mike Ireland       | Kanada             | 342    |
| 6    | Kip Carpenter      | Vereinigte Staaten | 311    |
| 7    | Dmitri Lobkow      | Russland           | 276    |
| 8    | Janne Hänninen     | Finnland           | 270    |
| 9    | Jan Bos            | Niederlande        | 227    |
| 10   | Alexander Oltrop   | Niederlande        | 226    |
|      |                    |                    |        |
| 20   | Dino Gillarduzzi   | Deutschland        | 79     |

#### 1.500 Meter
(Endstand: Nach 5 Rennen)
| Rang | Name             | Land               | Punkte |
| ---- | ---------------- | ------------------ | ------ |
| 1    | Mark Tuitert     | Niederlande        | 460    |
| 2    | Erben Wennemars  | Niederlande        | 380    |
| 3    | Jewgeni Lalenkow | Russland           | 283    |
| 4    | Carl Verheijen   | Niederlande        | 238    |
| 5    | Enrico Fabris    | Italien            | 189    |
| 6    | Derek Parra      | Vereinigte Staaten | 180    |
| 7    | Ids Postma       | Niederlande        | 162    |
| 8    | Petter Andersen  | Norwegen           | 153    |
| 9    | Iwan Skobrew     | Russland           | 152    |
| 10   | Chad Hedrick     | Vereinigte Staaten | 148    |
|      |                  |                    |        |
| 13   | Jan Friesinger   | Deutschland        | 124    |
| 20   | Jörg Dallmann    | Deutschland        | 62     |

#### 5.000/10.000 Meter
(Endstand: Nach 6 Rennen)
| Rang | Name              | Land               | Punkte |
| ---- | ----------------- | ------------------ | ------ |
| 1    | Bob de Jong       | Niederlande        | 465    |
| 2    | Carl Verheijen    | Niederlande        | 440    |
| 3    | Chad Hedrick      | Vereinigte Staaten | 307    |
| 4    | Jochem Uytdehaage | Niederlande        | 302    |
| 5    | KC Boutiette      | Vereinigte Staaten | 231    |
| 6    | Enrico Fabris     | Italien            | 224    |
| 7    | Gianni Romme      | Niederlande        | 220    |
| 8    | Frank Dittrich    | Deutschland        | 182    |
| 9    | Øystein Grødum    | Norwegen           | 157    |
| 10   | Tom Prinsen       | Niederlande        | 156    |
|      |                   |                    |        |
| 16   | René Taubenrauch  | Deutschland        | 80     |
| 19   | Jens Boden        | Deutschland        | 67     |
| 23   | Tobias Schneider  | Deutschland        | 53     |
| 29   | Knut Morgenstern  | Deutschland        | 17     |

## Gesamt
- Platz: Gibt die Reihenfolge der Athleten wieder. Diese wird durch die Anzahl der Weltcupsiege bestimmt. Bei gleicher Anzahl werden die 2. Platzierungen verglichen, danach die 3. Platzierungen
- Name: Nennt den Namen des Athleten
- Land: Nennt das Land, für das der Athlet startete
- Siege: Nennt die Anzahl der Weltcupsiege
- 2. Plätze: Nennt die Anzahl der errungenen 2. Plätze
- 3. Plätze: Nennt die Anzahl der errungenen 3. Plätze
- Gesamt: Nennt die Anzahl aller gewonnenen Medaillen

### Top Ten
Die Top Ten zeigt die zehn erfolgreichsten Sportler/-innen des Eisschnelllauf-Weltcups 2003/04.
| Platz | Name               | Land                | Siege | 2. Plätze | 3. Plätze | Gesamt |
| ----- | ------------------ | ------------------- | ----- | --------- | --------- | ------ |
| 1.    | Jeremy Wotherspoon | Kanada              | 7     | 4         | 2         | 13     |
| 2.    | Jennifer Rodriguez | Vereinigte Staaten  | 6     | 2         | 2         | 10     |
| 3.    | Erben Wennemars    | Niederlande         | 5     | 6         | 1         | 12     |
| 4.    | Wang Manli         | Volksrepublik China | 5     | 5         | 5         | 15     |
| 5.    | Anni Friesinger    | Deutschland         | 5     | 3         | 0         | 8      |
| 6.    | Marianne Timmer    | Niederlande         | 5     | 1         | 5         | 11     |
| 7.    | Yu Fengtong        | Volksrepublik China | 4     | 3         | 0         | 7      |
| 8.    | Bob de Jong        | Niederlande         | 4     | 0         | 1         | 5      |
| 9.    | Shihomi Shinya     | Japan               | 3     | 2         | 3         | 8      |
| 10.   | Mark Tuitert       | Niederlande         | 3     | 2         | 0         | 5      |

### Frauen
| Platz | Name                      | Land                | Siege | 2. Plätze | 3. Plätze | Gesamt |
| ----- | ------------------------- | ------------------- | ----- | --------- | --------- | ------ |
| 1.    | Jennifer Rodriguez        | Vereinigte Staaten  | 6     | 2         | 2         | 10     |
| 2.    | Wang Manli                | Volksrepublik China | 5     | 5         | 5         | 15     |
| 3.    | Anni Friesinger           | Deutschland         | 5     | 3         | 0         | 8      |
| 4.    | Marianne Timmer           | Niederlande         | 5     | 1         | 5         | 11     |
| 5.    | Shihomi Shinya            | Japan               | 3     | 2         | 3         | 8      |
| 6.    | Anzhelika Kotjuga         | Belarus             | 2     | 4         | 1         | 7      |
| 7.    | Claudia Pechstein         | Deutschland         | 2     | 3         | 1         | 6      |
| 8.    | Renate Groenewold         | Niederlande         | 1     | 3         | 3         | 7      |
| 9.    | Monique Garbrecht-Enfeldt | Deutschland         | 1     | 2         | 4         | 7      |
| 10.   | Jenny Wolf                | Deutschland         | 1     | 1         | 0         | 2      |
| 11.   | Gretha Smit               | Niederlande         | 1     | 0         | 3         | 4      |
| 12.   | Chris Witty               | Vereinigte Staaten  | 1     | 0         | 2         | 3      |
| 13.   | Sayuri Ōsuga              | Japan               | 1     | 0         | 1         | 2      |
| 14.   | Chiara Simionato          | Italien             | 0     | 2         | 1         | 3      |
| 14.   | Ren Hui                   | Volksrepublik China | 0     | 2         | 1         | 3      |
| 16.   | Cindy Klassen             | Kanada              | 0     | 1         | 1         | 2      |
| 16.   | Gunda Niemann-Stirnemann  | Deutschland         | 0     | 1         | 1         | 2      |
| 18.   | Frouke Oonk               | Niederlande         | 0     | 1         | 0         | 1      |
| 18.   | Tomomi Okazaki            | Japan               | 0     | 1         | 0         | 1      |
| 20.   | Annamarie Thomas          | Niederlande         | 0     | 0         | 1         | 1      |
| 20.   | Sabine Völker             | Deutschland         | 0     | 0         | 1         | 1      |

### Männer
| Platz | Name               | Land                | Siege | 2. Plätze | 3. Plätze | Gesamt |
| ----- | ------------------ | ------------------- | ----- | --------- | --------- | ------ |
| 1.    | Jeremy Wotherspoon | Kanada              | 7     | 4         | 2         | 13     |
| 2.    | Erben Wennemars    | Niederlande         | 5     | 6         | 1         | 12     |
| 3.    | Yu Fengtong        | Volksrepublik China | 4     | 3         | 0         | 7      |
| 4.    | Bob de Jong        | Niederlande         | 4     | 0         | 1         | 5      |
| 5.    | Mark Tuitert       | Niederlande         | 3     | 2         | 0         | 5      |
| 6.    | Gerard van Velde   | Niederlande         | 2     | 4         | 1         | 7      |
| 7.    | Mike Ireland       | Kanada              | 2     | 0         | 2         | 4      |
| 8.    | Carl Verheijen     | Niederlande         | 1     | 3         | 2         | 6      |
| 9.    | Hiroyasu Shimizu   | Japan               | 1     | 2         | 3         | 6      |
| 10.   | Chad Hedrick       | Vereinigte Staaten  | 1     | 2         | 0         | 3      |
| 11.   | Jewgeni Lalenkow   | Russland            | 1     | 0         | 1         | 2      |
| 11.   | Masaaki Kobayashi  | Japan               | 1     | 0         | 1         | 2      |
| 13.   | Jan Bos            | Niederlande         | 1     | 0         | 0         | 1      |
| 13.   | Takaharu Nakajima  | Japan               | 1     | 0         | 0         | 1      |
| 15.   | Dmitri Lobkow      | Russland            | 0     | 3         | 3         | 6      |
| 16.   | Beorn Nijenhuis    | Niederlande         | 0     | 2         | 2         | 4      |
| 17.   | Mark Nielsen       | Kanada              | 0     | 2         | 0         | 2      |
| 18.   | Jochem Uytdehaage  | Niederlande         | 0     | 1         | 1         | 2      |
| 19.   | Gianni Romme       | Niederlande         | 0     | 1         | 0         | 1      |
| 19.   | Pekka Koskela      | Finnland            | 0     | 1         | 0         | 1      |
| 21.   | Ids Postma         | Niederlande         | 0     | 0         | 2         | 2      |
| 21.   | Kip Carpenter      | Vereinigte Staaten  | 0     | 0         | 2         | 2      |
| 21.   | Ryohei Shimizu     | Japan               | 0     | 0         | 2         | 2      |
| 24.   | Derek Parra        | Vereinigte Staaten  | 0     | 0         | 1         | 1      |
| 24.   | Enrico Fabris      | Italien             | 0     | 0         | 1         | 1      |
| 24.   | Casey Fitzrandolph | Vereinigte Staaten  | 0     | 0         | 1         | 1      |
| 24.   | Jōji Katō          | Japan               | 0     | 0         | 1         | 1      |
| 24.   | KC Boutiette       | Vereinigte Staaten  | 0     | 0         | 1         | 1      |
| 24.   | Lasse Sætre        | Norwegen            | 0     | 0         | 1         | 1      |
| 24.   | Tucker Fredricks   | Vereinigte Staaten  | 0     | 0         | 1         | 1      |

### Nationenwertung
Die Nationenwertung zeigt die erfolgreichsten Nationen (Sportler/-innen) des Eisschnelllauf-Weltcups 2003/04.
| Platz | Land                | Siege | 2. Plätze | 3. Plätze | Gesamt |
| ----- | ------------------- | ----- | --------- | --------- | ------ |
| 1.    | Niederlande         | 23    | 24        | 22        | 69     |
| 2.    | Deutschland         | 9     | 10        | 7         | 26     |
| 3.    | Volksrepublik China | 9     | 10        | 6         | 25     |
| 4.    | Kanada              | 9     | 7         | 5         | 21     |
| 5.    | Vereinigte Staaten  | 8     | 4         | 10        | 22     |
| 6.    | Japan               | 7     | 5         | 11        | 23     |
| 7.    | Belarus             | 2     | 4         | 1         | 7      |
| 8.    | Russland            | 1     | 3         | 4         | 8      |
| 9.    | Italien             | 0     | 2         | 2         | 4      |
| 10.   | Finnland            | 0     | 1         | 0         | 1      |
| 11.   | Norwegen            | 0     | 0         | 1         | 1      |